# Beltenebros
Beltenebros è un film del 1991 diretto da Pilar Miró.

## Trama
Madrid, 1962: un esiliato politico comunista torna in Spagna oltre vent'anni dopo la guerra civile, dall'Inghilterra per regolare i conti con un traditore, su ordine del partito. Ma mentre si prepara per l'eliminarlo, inizia a dubitare della colpa dell'uomo.